# Ashes & Fire
Ashes & Fire è il tredicesimo album in studio del cantautore statunitense Ryan Adams, pubblicato nel 2011.

## Tracce
Testi e musiche di Ryan Adams.
1. Dirty Rain – 4:19
2. Ashes & Fire – 3:45
3. Come Home – 4:50
4. Rocks – 2:58
5. Do I Wait – 3:53
6. Chains of Love – 2:23
7. Invisible Riverside – 4:44
8. Save Me – 4:18
9. Kindness – 4:30
10. Lucky Now – 2:52
11. I Love You But I Don't Know What to Say – 4:10

## Formazione
- Ryan Adams - voce, chitarre

Collaboratori principali
- Jeremy Stacey - batteria
- Norah Jones - piano, cori
- Benmont Tench - organo, piano
- Mandy Moore - cori
- The Section Quartet - archi
- Gus Seyffert - basso

## Classifiche
| Classifica (2011) | Posizione raggiunta |
| ----------------- | ------------------- |
| Canada            | 21                  |
| Irlanda           | 7                   |
| Regno Unito       | 9                   |